# U-436
| U-436                                            | U-436 | U-436 |
| ------------------------------------------------ | --- | --- |
|                                                  | | |
|                                                  | | |
| Схематичне зображення підводних човнів типу VIIC | | |
| Під прапором                                     | Третій Рейх | Третій Рейх |
| Спуск на воду                                    | 21 червня 1941 року | 21 червня 1941 року |
| Виведений зі складу флоту                        | 27 вересня 1941 року | 27 вересня 1941 року |
| Сучасний статус                                  | 26 травня 1943 року потоплений західніше мису Ортегаль атакою британських фрегата «Тест» і корвета «Гайдарабад»                     | 26 травня 1943 року потоплений західніше мису Ортегаль атакою британських фрегата «Тест» і корвета «Гайдарабад»                     |
| Проєкт                                           | | |
| Тип ПЧ                                           | Торпедний ДПЧ | Торпедний ДПЧ |
| Розробник проєкту                                | F Schichau GmbH, | F Schichau GmbH, |
| Вартість                                         | 4 439 000 ℛℳ | 4 439 000 ℛℳ |
| Основні характеристики                           | | |
| Швидкість (надводна)                             | 17,9 вузла | 17,9 вузла |
| Швидкість (підводна)                             | 8 вузлів | 8 вузлів |
| Робоча глибина занурення                         | 100 м | 100 м |
| Гранична глибина занурення                       | 220 м | 220 м |
| Автономність плавання                            | 8500 миль (15 700 км) на швидкості 10 вузлів (18,6 км/год) (надводна) 80 миль (150 км) на швидкості 4 вузли (7,4 км/год) (підводна) | 8500 миль (15 700 км) на швидкості 10 вузлів (18,6 км/год) (надводна) 80 миль (150 км) на швидкості 4 вузли (7,4 км/год) (підводна) |
| Екіпаж                                           | 44—60 осіб | 44—60 осіб |
| Розміри                                          | | |
| Довжина найбільша (по КВЛ)                       | 67,1 м | 67,1 м |
| Ширина корпусу найб.                             | 6,2 м | 6,2 м |
| Висота                                           | 9,6 м | 9,6 м |
| Середня осадка (по КВЛ)                          | 4,74 м | 4,74 м |
| Водотоннажність надводна                         | 769 т | 769 т |
| Озброєння                                        | | |
| Артилерія                                        | 1 × 88-мм палубна гармата SK C/35                                                                                                   | 1 × 88-мм палубна гармата SK C/35                                                                                                   |
| Торпедно- мінне озброєння                        | 4 носових і один кормовий ТА 14 торпед або 26 мін TMA                                                                               | 4 носових і один кормовий ТА 14 торпед або 26 мін TMA                                                                               |
| ППО                                              | 1 × 20-мм зенітна гармата FlaK 30/38                                                                                                | 1 × 20-мм зенітна гармата FlaK 30/38                                                                                                |

U-436 — німецький підводний човен типу VIIC, що входив до складу Військово-морських сил Третього Рейху за часів Другої світової війни. Закладений 25 квітня 1940 року на верфі F Schichau GmbH у Данцігу. Спущений на воду 21 червня 1941 року, а 27 вересня 1941 року корабель увійшов до складу 5-ї навчальної флотилії ВМС нацистської Німеччини. Єдиним командиром човна був капітан-лейтенант Гюнтер Зайбікке.

## Історія служби
U-436 належав до німецьких підводних човнів типу VII C, найчисленнішого типу субмарин Третього Рейху, яких випущено 703 одиниці. Службу проходив у складі 5-ї, 7-ї, 11-ї та 6-ї флотилій ПЧ Крігсмаріне. З лютого 1942 до травня 1943 року підводний човен здійснив вісім бойових походів в Атлантичний океан, під час якого потопив 6 суден та кораблів противника (36 208 GRT), один військовий корабель на борту транспортного судна (291 тонна) та пошкодив ще два судна (15 575 GRT).
26 травня 1943 року під час восьмого бойового походу U-436 був потоплений в Атлантичному океані західніше мису Ортегаль атакою британських фрегата «Тест» і корвета «Гайдарабад». Всі 47 членів екіпажу загинули.

## Перелік затоплених U-436 суден у бойових походах
| №                                                              | Дата           | Назва               | Тип                    | Належність      | Водотоннажність (брт) | Вантаж                                                                                            | Конвой        | Результат та координати                                                 | Наслідки атаки для екіпажу      | Прим.                                |
| -------------------------------------------------------------- | -------------- | ------------------- | ---------------------- | --------------- | --------------------- | ------------------------------------------------------------------------------------------------- | ------------- | ----------------------------------------------------------------------- | ------------------------------- | ------------------------------------ |
| Перший похід (2.02—17.02.1942, 16 діб; Кіль—Кіркенес)          |                |                     |                        |                 |                       |                                                                                                   |               |                                                                         |                                 |                                      |
| Другий похід (26.02—24.03.1942, 27 діб; Кіркенес—Кіркенес)     |                |                     |                        |                 |                       |                                                                                                   |               |                                                                         |                                 |                                      |
| 1                                                              | 1 березня 1942 | RT-19 Komintern     | траулер                | СРСР            | 577                   |                                                                                                   |               | потоплений 69°21′ пн. ш. 35°30′ сх. д. / 69.350° пн. ш. 35.500° сх. д.  | ? (? загинуло, ніхто не вцілив) |                                      |
| Третій похід (7.04—20.04.1942, 14 діб; Кіркенес—Кіркенес)      |                |                     |                        |                 |                       |                                                                                                   |               |                                                                         |                                 |                                      |
| 2                                                              | 13 квітня 1942 | Kiev                | суховантажне судно     | СРСР            | 5823                  | Хром та ліс                                                                                       | Конвой QP 10  | потоплено 73°22′ пн. ш. 28°48′ сх. д. / 73.367° пн. ш. 28.800° сх. д.   | ? (6 загинуло, решта вціліла)   |                                      |
| Шостий похід (6.10—12.11.1942, 38 діб; Кіль—Лор'ян)            |                |                     |                        |                 |                       |                                                                                                   |               |                                                                         |                                 |                                      |
| 3                                                              | 27 жовтня 1942 | Frontenac           | танкер                 | Норвегія        | 7350                  | 10 500 тонн мастил                                                                                | Конвой HX 212 | пошкоджений 54°20′ пн. ш. 31°40′ зх. д. / 54.333° пн. ш. 31.667° зх. д. | ? (? загинуло, ? вцілило)       |                                      |
| 4                                                              | 27 жовтня 1942 | Gurney E. Newlin    | танкер                 | США             | 8225                  | 92 000 барелів бензину та керосину                                                                | Конвой HX 212 | пошкоджений 54°51′ пн. ш. 30°06′ зх. д. / 54.850° пн. ш. 30.100° зх. д. | 59 (3 загинуло, 56 вцілило)     |                                      |
| 5                                                              | 27 жовтня 1942 | Sourabaya           | китобійна база-фабрика | Велика Британія | 10107                 | 7800 тонн флотського мазуту, 200 тонн військового майна та танкодесантне судно типу LCT на палубі | Конвой HX 212 | потоплена 54°32′ пн. ш. 31°02′ зх. д. / 54.533° пн. ш. 31.033° зх. д.   | 158 (77 загинуло, 81 вцілілий)  |                                      |
| 6                                                              | 27 жовтня 1942 | HMS LCT-2281        | танкодесантне судно    | Велика Британія | 291                   |                                                                                                   | Конвой HX 212 | потоплено 54°32′ пн. ш. 31°02′ зх. д. / 54.533° пн. ш. 31.033° зх. д.   | ? (? загинуло, ? вцілілий)      | Транспортувалося на палубі Sourabaya |
| 7                                                              | 29 жовтня 1942 | Barrwhin            | суховантажне судно     | Велика Британія | 4 998                 | 8200 тонн зерна та військового майна                                                              | Конвой HX 212 | потоплено 55°02′ пн. ш. 22°45′ зх. д. / 55.033° пн. ш. 22.750° зх. д.   | 114 (24 загинуло, 90 вціліло)   |                                      |
| Сьомий похід (17.12.1942—19.02.1943, 65 діб; Лор'ян—Сен-Назер) |                |                     |                        |                 |                       |                                                                                                   |               |                                                                         |                                 |                                      |
| 8                                                              | 8 січня 1943   | Albert L. Ellsworth | танкер                 | Норвегія        | 8309                  | 11 473 тонни паливного мастила Адміралті                                                          | Конвой TM 1   | потоплений 27°59′ пн. ш. 28°50′ зх. д. / 27.983° пн. ш. 28.833° зх. д.  | 42 (усі вціліли)                |                                      |
| 9                                                              | 8 січня 1943   | Oltenia II          | танкер                 | Велика Британія | 6394                  | 9086 тонн паливного мастила Адміралті, 732 барелі змащувальних мастил та військове майно          | Конвой TM 1   | потоплений 27°59′ пн. ш. 28°50′ зх. д. / 27.983° пн. ш. 28.833° зх. д.  | 60 (17 загинуло та 43 вціліло)  |                                      |
| Восьмий похід (25.04—26.05.1943, 32 доби; Сен-Назер—загибель)  |                |                     |                        |                 |                       |                                                                                                   |               |                                                                         |                                 |                                      |